# Elaphoglossum longifolium
Elaphoglossum longifolium là một loài dương xỉ trong họ Dryopteridaceae. Loài này được C. Presl J. Sm. mô tả khoa học đầu tiên năm 1846.